# Cena Antonína Zápotockého
Cena Antonína Zápotockého byla cena udělovaná za umělecká díla (literatura, film, divadlo, výtvarné umění, architektura, hudba) a významnou kulturně výchovnou činnost. Cenu udělovala Ústřední rada odborů v letech 1973–1989 byla udělena 16 osobám. 

## Popis udělované ceny
- Sekané sklo s medailí. Uloženo v červené etui.
- Rozměry: 21 × 15 × 7,5 cm
- Celkové rozměry: 31 × 26,5 × 11 cm
- Celková váha: ca 8 kg

## Laureáti Ceny Antonína Zápotockého – za literaturu
| Rok  | Laureát                 | Dílo                  |
| ---- | ----------------------- | --------------------- |
| 1973 | Josef Rybák             | Kouzelný proutek      |
| 1974 | Bohumil Nohejl          | Velká voda            |
| 1975 | Jan Kozák               | Bílý hřebec           |
| 1976 | Jiří Stano              | Ostravské povídky     |
| 1978 | Miroslav Rafaj          |                       |
| 1979 | Václav Pekárek          | Díla a osobnosti      |
| 1980 | Jiří Taufer             | Pokračování příště    |
| 1981 | Vladimír Přibský        | Něžná probuzení       |
| 1982 | Petr Pavlík (malíř)     | Vichřice              |
| 1983 | Oldřich Vyhlídal        | Neodpustky            |
| 1984 | Miloš Václav Kratochvíl | Národ sobě            |
| 1985 | Jiří Křenek             | Tomáš a Markéta       |
| 1986 | Miroslav Florian        |                       |
| 1987 | Jiří Marek              | Čas lásky a nenávisti |
| 1988 | Vladimír Brandejs       | Druhé dějství         |
| 1989 | František Mandát        | Facky do života       |